# أوتشلوكني (جورجيا)
أوتشلوكني (بالإنجليزية: Ochlocknee, Georgia)‏ هي بلدة تقع في مقاطعة توماس بولاية جورجيا في الولايات المتحدة. تبلغ مساحتها 2.4 (كم²)، وترتفع عن سطح البحر 82 م، بلغ عدد سكانها 605 نسمة في عام 2000 حسب إحصاء مكتب تعداد الولايات المتحدة وتصل الكثافة السكانية فيها 252.1 نسمة/كم2.

## وصلات خارجية
- The US50 - Cities and Towns in Georgia State
- Georgia Cities and Towns, Facts, Map, Flag, Colleges, Government, and More